# Leon Spinks
Leon Spinks (Saint Louis, 11 luglio 1953 – Henderson, 5 febbraio 2021) è stato un pugile statunitense.
Fu campione del mondo dei pesi massimi versione WBA dal 15 febbraio 1978 al 15 settembre dello stesso anno.
Leon Spinks era fratello del fisicamente e tecnicamente più dotato Michael Spinks, che è considerato uno dei migliori mediomassimi di ogni epoca.

## La carriera
Dopo una carriera da dilettante ai massimi livelli durante la quale aveva vinto anche l'oro della categoria dei mediomassimi alle Olimpiadi di Montréal del 1976, debuttò tra i professionisti nel 1977 come peso massimo.
All'ottavo incontro gli venne concessa la possibilità di incontrare l'allora trentaseienne campione del mondo dei pesi massimi Muhammad Ali.
Spinks vinse ai punti in 15 round, a sorpresa, tanto che l'incontro venne nominato Ring Magazine upsets of the year. L'incontro fu infatti molto avvincente: Ali che mostrava di non essere al massimo della preparazione, subì nelle prime riprese la maggiore aggressività di Spinks, il quale poteva contare anche su una maggiore giovinezza (24 anni contro i 36 del campione). Tuttavia dalla quinta ripresa in poi, Ali ebbe una reazione d'orgoglio che, grazie alla sua migliore tecnica pugilistica, gli permise di tenere a bada il giovane sfidante; arrivati alla decima ripresa i cartellini vedevano ancora il leggero vantaggio Spinks il quale, pur non avendo mai combattuto per 12 riprese, riuscì a mantenere il vantaggio ai punti su due dei tre cartellini dei giudici fino alla fine. Il 15 febbraio del 1978 Leon Spinks vinse ai punti il titolo mondiale dei pesi massimi (versione WBA e WBC) con verdetto non unanime: 145 a 140 e 144 a 141 furono infatti i punteggi dei primi due giudici, mentre il terzo vide una supremazia di Ali di un punto, 143 a 142.
Dopo questa vittoria, inattesa quanto inaspettata, Leon decise di sfruttare economicamente il titolo appena vinto. Infatti, nel match contro Ali il giovane sfidante aveva accettato una modesta borsa, pur di giocarsi il mondiale. Anche per questo motivo, il giovane campione, che già prima del match contro Muhammad Ali aveva sottoscritto l'impegno di affrontare Ken Norton in caso di conquista del titolo, decise di rifiutare quest'ultimo, a favore di un re-match contro Ali, rivincita che gli avrebbe fatto incassare una borsa più pingue che un incontro con Norton.
Fu per questo motivo che il 31 marzo del 1978 la WBC revocò la corona al giovane Leon, il quale affrontò così Ali una seconda volta, nel settembre dello stesso anno. Nel periodo tra la conquista del titolo e la rivincita contro Ali, Spinks fu al centro di alcuni scandali, come il possesso di droga e il ritiro della patente per guida pericolosa. Soprannominato Neon per il suo modo vistoso di vestire e per la vita mondana, trascorsa nei locali notturni, Leon parve non impegnarsi molto duramente per confermarsi campione.
Viceversa, Muhammad Ali si stava impegnando meticolosamente, conscio del fatto che aveva probabilmente sottovalutato il giovane sfidante. Fu così che il regno di Spinks durò pochi mesi, infatti nella rivincita, fu nettamente battuto ai punti da Alì, che conquistò così l'ultimo titolo mondiale della carriera. L'incontro fu infatti a senso unico, in cui il vecchio campione prevalse con un verdetto unanime di 10-4, 10-4 e 11-4, sovrastando tecnicamente Spinks.
Dopo la perdita del titolo, Leon sostenne un incontro contro il pugile sudafricano Gerrie Coetzee, il quale vantava 21 vittorie e zero sconfitte. Questo incontro avrebbe permesso all'ex campione di giocarsi successivamente la corona mondiale WBA, lasciata vacante da Ali, ormai ritiratosi. Purtroppo anche in questo caso risultarono evidenti i limiti di Spinks, il quale venne messo Ko alla prima ripresa.
Fallita la riconquista del titolo WBA, nell'anno successivo, Spinks sostenne altri 4 incontri affrontando pugili di buona caratura, tra cui Alfredo Evangelista. Ottenendo tre vittorie per Ko ed un pareggio, Spinks ebbe una nuova possibilità per il titolo mondiale dei massimi nel 1981, questa volta la versione WBC contro Larry Holmes.
Tuttavia anche questa volta non riuscì a ritornare campione, perdendo per KOT al 3º round.
 Una sconfitta prevedibile, dopo che Leon aveva ostentato i suoi limiti sia nella rivincita contro Ali, sia contro Coetzee.
Nel 1986 sfidò Dwight Muhammad Qawi per il mondiale dei massimi leggeri, ma Qawi lo sconfisse per KOT al 6º round. Il 22 maggio 1987 sul ring di Jesi, fu messo KO al settimo round dalla medaglia di bronzo di Los Angeles 1984 Angelo Musone.
Nel 2019, è stato rivelato che a Spinks era stato diagnosticato un cancro alla prostata in stadio avanzato . È morto in un ospedale di Henderson, in Nevada , il 5 febbraio 2021, all'età di 67 anni.